# 劲度系数
劲度，又称弹性系数，刚性系数，特指线性弹簧弹力和轴向变形的比值，数学表示为：
{\displaystyle k=-{\frac {f}{x}}}
{\displaystyle k}为劲度系数，{\displaystyle f}为弹簧产生的弹力，{\displaystyle x}为伸长量，负号表示弹簧所产生的弹力与其伸长（或压缩）的方向相反。劲度系数的倒数称为力顺。